# Kronsberg life tower

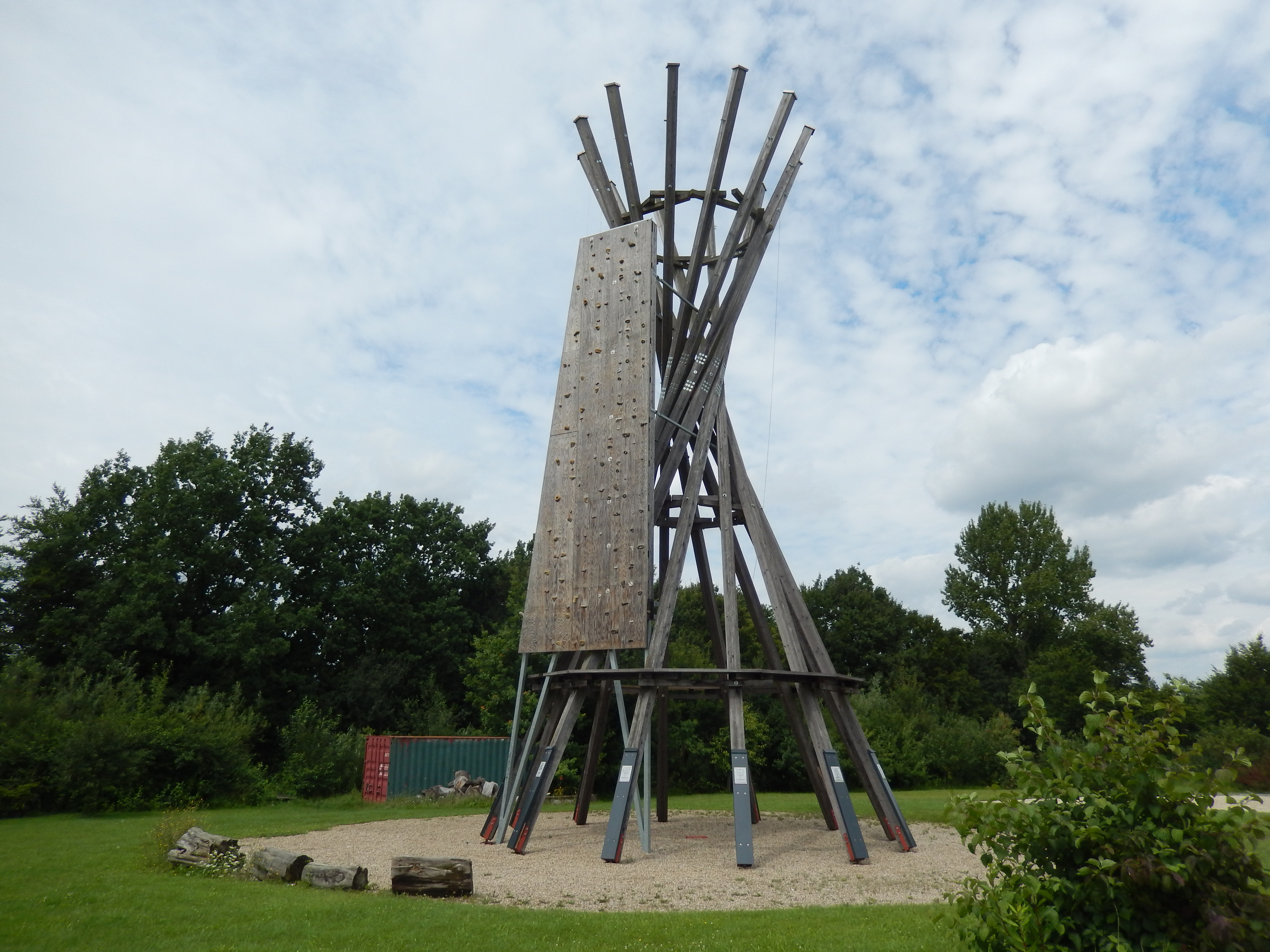
Kletterturm Kronsberg life tower

Der Kronsberg life tower in Hannover ist ein Kunstwerk das für den Deutschen Evangelischen Kirchentag 2005 errichtet wurde. Er wird heute als Turm zum Klettern für Kinder und Jugendliche genutzt. Das Erklimmen des rund 20 Meter hohen Turmes mit seiner Aussicht über die Dächer des umliegenden Quartieres erfolgt unter Aufsicht: Die Kletterwand beginnt erst in einer Höhe von 3,50 Metern und kann erst nach dem Anlegen einer Leiter durch die Aufsichtspersonen erreicht werden.
Standort des ursprünglich als Kunstwerk im öffentlichen Raum Hannovers konstruierten und an ein 20 Meter hohes Mikado-Spiel erinnernden Sportgerätes ist die Straße Oheriedentrift nahe der Stadtbahn-Haltestelle Feldbuschwende im nördlichen Bereich des hannoverschen Stadtviertels Kronsberg am Kronsberg.

## Geschichte und Beschreibung
Der heutige Kronsberg life tower wurde ursprünglich von der hannoverschen Architektin Katrin Schuh als Monument der Fragen für den Deutschen Evangelischen Kirchentag 2005 konstruiert. Aufgestellt auf dem Georgsplatz, sollte das Kunstwerk die Besucher des Kirchentages im Jahr 2005 dazu einladen, zuvor beschriftete Bahnen aus Stoff an den zwölf Balken des Gebildes anzubringen.
Ebenfalls noch im Jahr 2005 gründeten Mitglieder der hannoverschen Adventgemeinde den Verein Kronsberg life tower e.V., um nach dem Kirchentag gemeinsam mit Bürgern aus dem Stadtteil Bemerode das Kunstwerk am Georgsplatz zu demontieren und es in Kronsberg wieder aufzubauen. Zum Klettern befestigten sie daran zusätzlich eine Holzwand sowie 120 Klettergriffe. Zuvor waren die Statik neu berechnet und die Balken am Boden fest einbetoniert worden. Doch erst nach der Abnahme des nun zum Sportgerät umfunktionierten Kunstwerkes durch den Technischen Überwachungsverein (TÜV) konnte der Kronsberg life tower ab dem Oktober 2010 den Kindern und Jugendlichen, die damals rund 30 Prozent der Bewohner Kronsbergs stellten, als sinnvolle Sport- und Freizeitaktivität angeboten werden.
Zu Füßen des Turmes hatte der gleichnamige Verein von der Stadt Hannover schon vor der Eröffnung des Kronsberg life towers ein Gelände gepachtet, um mit Hilfe einer eigens gegründeten Pfadfinder-Gruppe einen Gemüsegarten anzulegen. Zudem wurden dort regelmäßig Beachvolleyball-Spiele organisiert.